# Kista Nod
Kista Nod är en byggnad i centrala Kista i nordvästra Stockholm. 
I Kista strax norr om Stockholm ligger Kvarteret Nod. Färdigställt Q3, 2014. Totala investeringar i skapandet av Nod uppgick till 700 mkr.
I huset bedrivs universitetsutbildning och forskning inom data- och systemvetenskap av Institutionen för data- och systemvetenskap (Stockholms universitet). Gymnasieskolan Stockholm Science & Innovation School bedriver också sin undervisning i byggnaden.

## Bilder

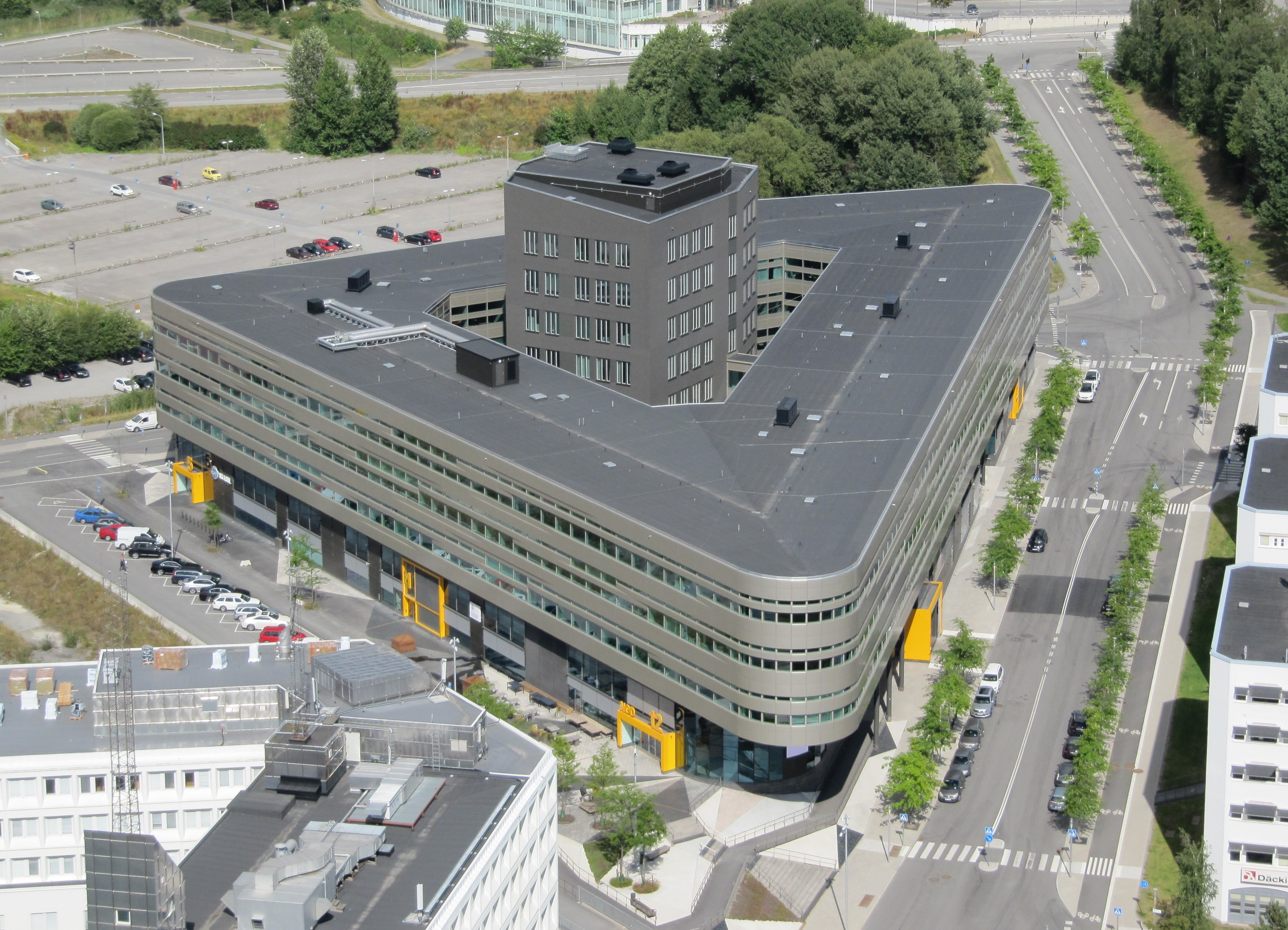
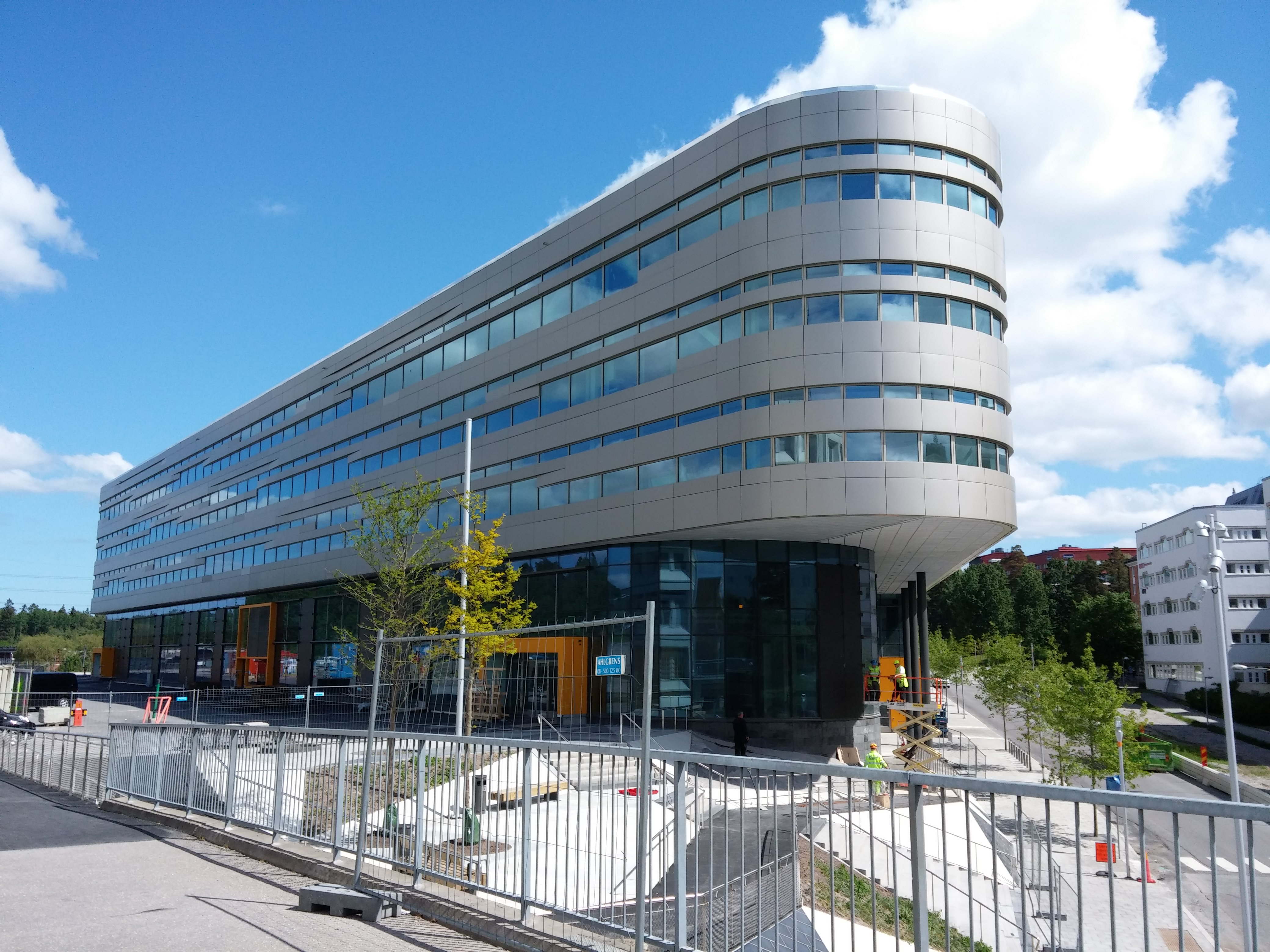
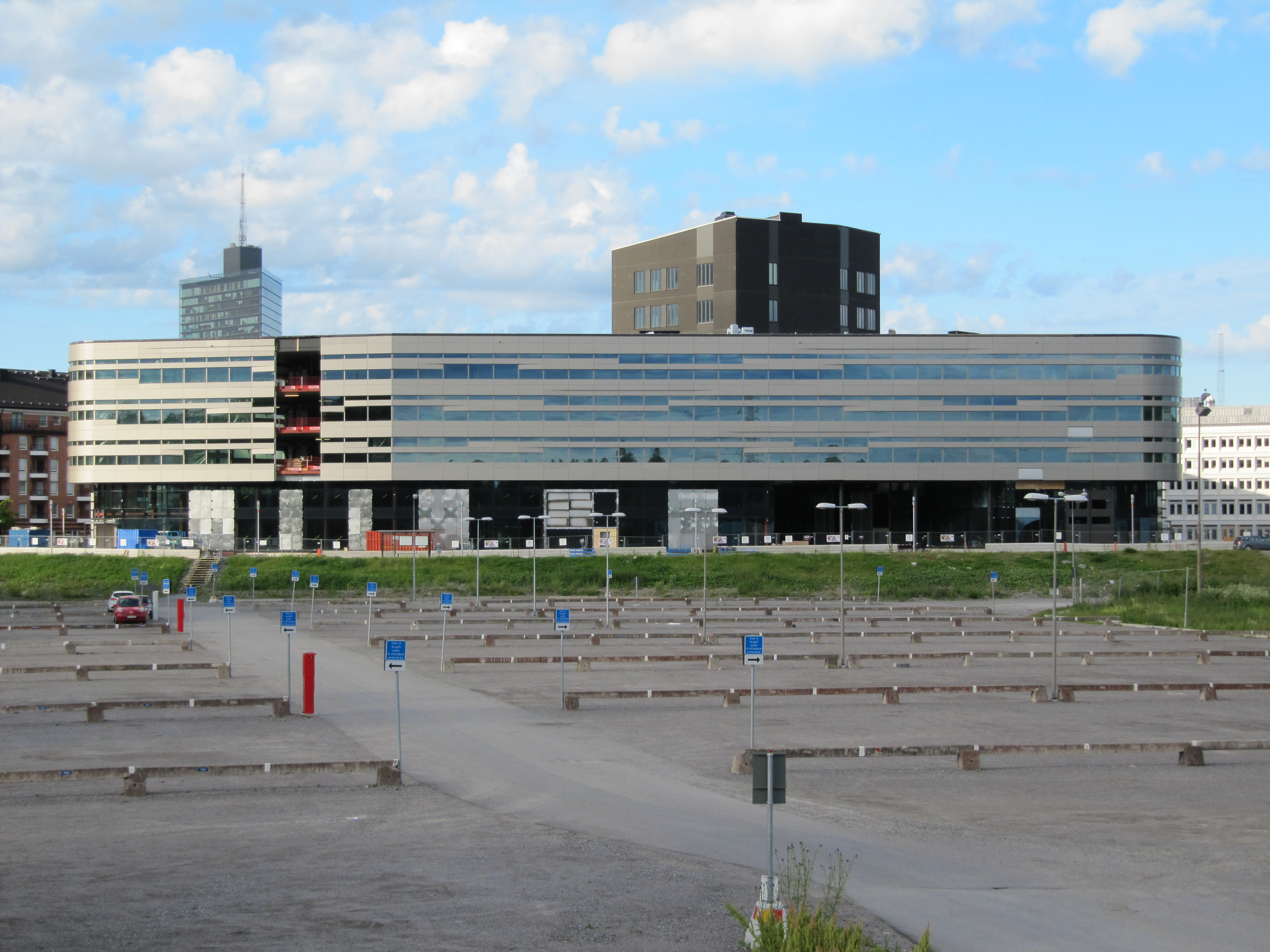
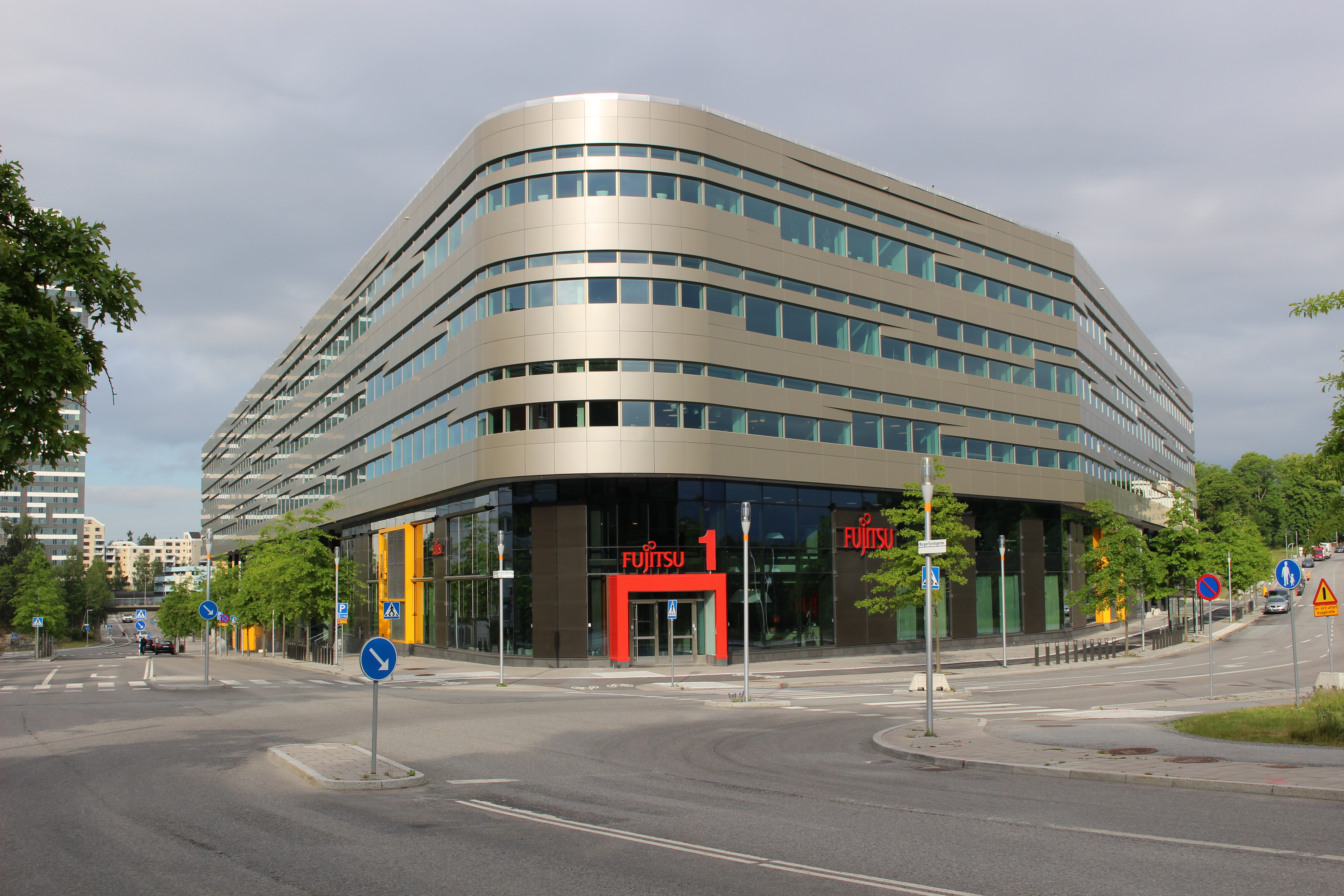